# Țiriac Foundation Trophy 2023
Il Țiriac Foundation Trophy 2023 è un torneo di tennis femminile giocato sui campi in terra rossa all'aperto. È la 2ª edizione del torneo, facente parte del WTA Challenger Tour 2023. Il torneo si gioca al National Tennis Centre di Bucarest in Romania dall'11 al 17 settembre 2023.

## Partecipanti al singolare

### Teste di serie
| Nazionalità | Giocatrice             | Ranking* | Testa di serie |
| ----------- | ---------------------- | -------- | -------------- |
| Romania     | Ana Bogdan             | 60       | 1              |
| Bulgaria    | Viktorija Tomova       | 82       | 2              |
| Romania     | Jaqueline Cristian     | 99       | 3              |
| Italia      | Sara Errani            | 115      | 4              |
| Ungheria    | Anna Bondár            | 128      | 5              |
| Spagna      | Jéssica Bouzas Maneiro | 134      | 6              |
| Germania    | Noma Noha Akugue       | 142      | 7              |
| Lettonia    | Darja Semeņistaja      | 149      | 8              |

* Ranking al 28 agosto 2023.

### Altre partecipanti
Le seguenti giocatrici hanno ricevuto una wild card per il tabellone principale:
- Ilinca Amariei
- Irina Fetecău
- Andreea Mitu
- Anca Todoni

La seguente giocatrice è entrata in tabellone utilizzando il ranking protetto:
- Patricia Maria Țig

Le seguenti giocatrici sono passate dalle qualificazioni:
- Dar'ja Astachova
- Marie Benoît
- Maria Sara Popa
- Camilla Rosatello

La seguente giocatrice è entrata in tabellone come lucky loser:
- Suzan Lamens

### Ritiri
Prima del torneo
- Victoria Jiménez Kasintseva → sostituita da  Suzan Lamens

## Partecipanti al doppio

### Teste di serie
| Nazione  | Giocatrice       | Nazione | Giocatrice           | Rank1 | Seed |
| -------- | ---------------- | ------- | -------------------- | ----- | ---- |
| Ungheria | Anna Bondár      | Belgio  | Kimberley Zimmermann | 105   | 1    |
|          | Irina Chromačëva | Ucraina | Valerija Strachova   | 203   | 2    |

* Ranking al 28 agosto 2023.

### Altre partecipanti
Le seguenti giocatrici hanno ricevuto una wild card per il tabellone principale:
- Ilinca Amariei /  Anca Todoni

La seguente coppia di giocatrici è subentrata in tabellone come alternate:
- Marie Benoît /  Alexandra Cadanțu-Ignatik

### Ritiri
Prima del torneo
- Ana Bogdan /  Jaqueline Cristian → sostituite da  Marie Benoît /  Alexandra Cadanțu-Ignatik

## Campionesse

### Singolare
Astra Sharma ha sconfitto in finale  Sara Errani con il punteggio di 0-6, 7-5, 6-2.

### Doppio
Angelica Moratelli /  Camilla Rosatello hanno sconfitto in finale  Valentini Grammatikopoulou /  Anna Sisková con il punteggio di 7-5, 6-4.